# Canton de Lattes
Le canton de Lattes est une circonscription électorale française dans le département de l'Hérault, en région Occitanie.

## Histoire
Le canton de Lattes a été créé en 1991 par démembrement du canton de Montpellier-5 qui comprenait, outre ces trois communes, des quartiers du sud de cette ville (Aiguerelles, Prés d'Arènes, La Rauze et Saint-Martin).
Un nouveau découpage territorial de l'Hérault (département) entre en vigueur à l'occasion des élections départementales de 2015. Il est défini par le décret du 26 février 2014, en application des lois du 17 mai 2013 (loi organique 2013-402 et loi 2013-403). Les conseillers départementaux sont, à compter de ces élections, élus au scrutin majoritaire binominal mixte. Les électeurs de chaque canton élisent au Conseil départemental, nouvelle appellation du Conseil général, deux membres de sexe différent, qui se présentent en binôme de candidats. Les conseillers départementaux sont élus pour 6 ans au scrutin binominal majoritaire à deux tours, l'accès au second tour nécessitant 12,5 % des inscrits au 1er tour. En outre la totalité des conseillers départementaux est renouvelée. Ce nouveau mode de scrutin nécessite un redécoupage des cantons dont le nombre est divisé par deux avec arrondi à l'unité impaire supérieure si ce nombre n'est pas entier impair, assorti de conditions de seuils minimaux. Dans l'Hérault, le nombre de cantons passe ainsi de 49 à 25.
À la suite du redécoupage cantonal de 2014, les limites territoriales du canton sont remaniées. Le nombre de communes du canton passe de 3 à 5.

## Représentation

### Représentation avant 2015
| Période | Période             | Identité           | Étiquette | Qualité |
| ------- | ------------------- | ------------------ | --------- | --- |
| 1992    | 1998                | Michel Vaillat     | UDF       | Maire de Lattes de 1977 à 2001 suppléant du député Willy Diméglio (1988-1997) conseiller régional de 1998 à 2004 vice-président du conseil régional |
| 1998    | 1999 (invalidation) | Christian Jeanjean | RPR       | Commerçant Député (2002-2007) Maire de Palavas-les-Flots                                                                                            |
| 1999    | 2004                | Albert Édouard     | UMP       | Adjoint au maire de Palavas-les-Flots |
| 2004    | 2015                | Cyril Meunier      | DVG       | Industriel Maire de Lattes |

### Représentation à partir de 2015
| Période élective | Période élective | Mandat | Mandat   | Identité       | Nuance | Nuance | Qualité |
| ---------------- | ---------------- | ------ | -------- | -------------- | ------ | ------ | --- |
| 2015             | 2021             | 2015   | 2021     | Cyril Meunier  |        | DVG    | Maire de Lattes |
| 2015             | 2021             | 2015   | 2021     | Patricia Weber |        | PS     | Cadre territoriale vice-présidente du Conseil Départemental et déléguée aux solidarités à la personne, conseillère municipale de Juvignac |
| 2021             | 2028             | 2021   | en cours | Cyril Meunier  |        | DVG    | Maire de Lattes |
| 2021             | 2028             | 2021   | en cours | Patricia Weber |        | PS     | conseillère municipale de Juvignac, 4ème Vice-présidente déléguée à la solidarité aux personnes et à l'autonomie                          |

### Résultats détaillés

#### Élections de mars 2015
À l'issue du 1er tour des élections départementales de 2015, trois binômes sont en ballottage : Christian Clausier et Sylviane Gil (FN, 30,53 %), Isabelle Guiraud et Jean-Pierre Rico (Union de la Droite, 28,67 %) et Cyril Meunier et Patricia Weber (DVG, 26,63 %). Le taux de participation est de 52,44 % (19 339 votants sur 36 878 inscrits) contre 51,87 % au niveau départemental et 50,17 % au niveau national.
Au second tour, Cyril Meunier et Patricia Weber (DVG) sont élus avec 36,05 % des suffrages exprimés et un taux de participation de 56,08 % (7 230 voix pour 20 681 votants et 36 878 inscrits).

#### Élections de juin 2021
Le premier tour des élections départementales de 2021 est marqué par un très faible taux de participation (33,26 % au niveau national). Dans le canton de Lattes, ce taux de participation est de 33,36 % (13 512 votants sur 40 505 inscrits) contre 33,27 % au niveau départemental. À l'issue de ce premier tour, deux binômes sont en ballottage : Cyril Meunier et Patricia Weber (DVG, 38,8 %) et Sylviane Lecoq et Fabrice Thiry (RN, 31,52 %).
Le second tour des élections est marqué une nouvelle fois par une abstention massive équivalente au premier tour. Les taux de participation sont de 34,36 % au niveau national, 34,7 % dans le département et 34,93 % dans le canton de Lattes. Cyril Meunier et Patricia Weber (DVG) sont élus avec 65,51 % des suffrages exprimés (8 811 voix pour 14 151 votants et 40 508 inscrits),,.

## Composition

### Composition avant 2015
Avant le redécoupage cantonal de 2014, le canton de Lattes regroupait trois communes.
| Nom                | Code Insee | Codepostal | Superficie (km2) | Population (dernière pop. légale) | Densité (hab./km2) |
| ------------------ | ---------- | ---------- | ---------------- | --------------------------------- | ------------------ |
| Lattes (chef-lieu) | 34129      | 34970      | 27,83            | 15 719 (2012)                     | 565                |
| Palavas-les-Flots  | 34192      | 34250      | 2,38             | 6 106 (2012)                      | 2 566              |
| Pérols             | 34198      | 34470      | 6,01             | 8 788 (2012)                      | 1 462              |

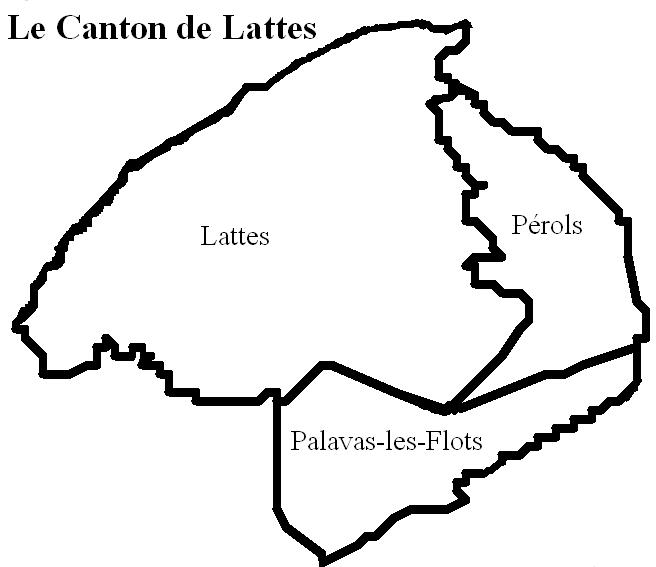
Carte du canton de Lattes.
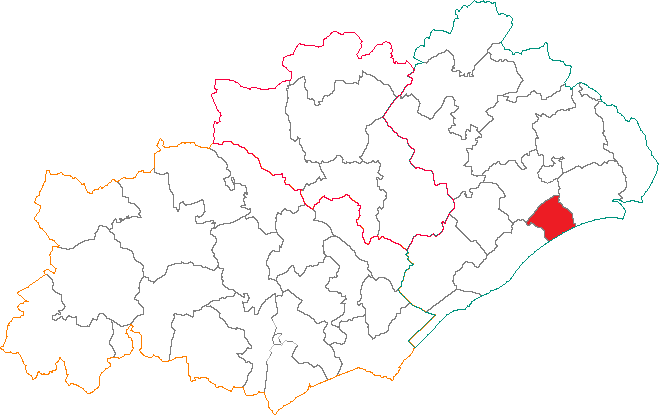
Situation du canton de Lattes dans le département avant 2015.

### Composition depuis 2015
Le nouveau canton de Lattes est composé de cinq communes entières.
| Nom                            | Code Insee | Intercommunalité                   | Superficie (km2) | Population (dernière pop. légale) | Densité (hab./km2) | Modifier                                    |
| ------------------------------ | ---------- | ---------------------------------- | ---------------- | --------------------------------- | ------------------ | ------------------------------------------- |
| Lattes (bureau centralisateur) | 34129      | Montpellier Méditerranée Métropole | 27,83            | 17 592 (2022)                     | 632                | modifier les données · modifier les données |
| Juvignac                       | 34123      | Montpellier Méditerranée Métropole | 10,83            | 13 776 (2022)                     | 1 272              | modifier les données · modifier les données |
| Lavérune                       | 34134      | Montpellier Méditerranée Métropole | 7,18             | 3 298 (2022)                      | 459                | modifier les données · modifier les données |
| Pérols                         | 34198      | Montpellier Méditerranée Métropole | 6,01             | 9 541 (2022)                      | 1 588              | modifier les données · modifier les données |
| Saint-Jean-de-Védas            | 34270      | Montpellier Méditerranée Métropole | 12,89            | 13 300 (2022)                     | 1 032              | modifier les données · modifier les données |
| Canton de Lattes               | 3410       |                                    | 64,74            | 57 507 (2022)                     | 888                | modifier les données                        |

## Démographie

### Démographie avant 2015
| 1999   | 2006   | 2011   | 2012   |
| ------ | ------ | ------ | ------ |
| 26 920 | 31 343 | 30 351 | 30 613 |

### Démographie depuis 2015
En 2022, le canton comptait 57 507 habitants, en évolution de +16,55 % par rapport à 2016 (Hérault : +7,49 %, France hors Mayotte : +2,11 %).
| 2013   | 2018   | 2022   |
| ------ | ------ | ------ |
| 44 111 | 50 807 | 57 507 |

## Galerie photographique

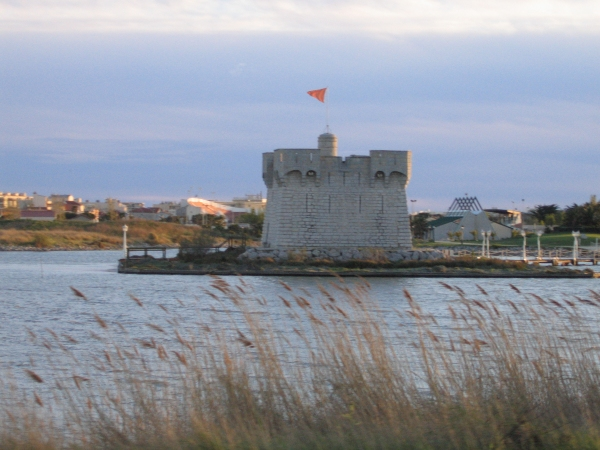
La Redoute de Ballestras à Palavas-les-Flots.
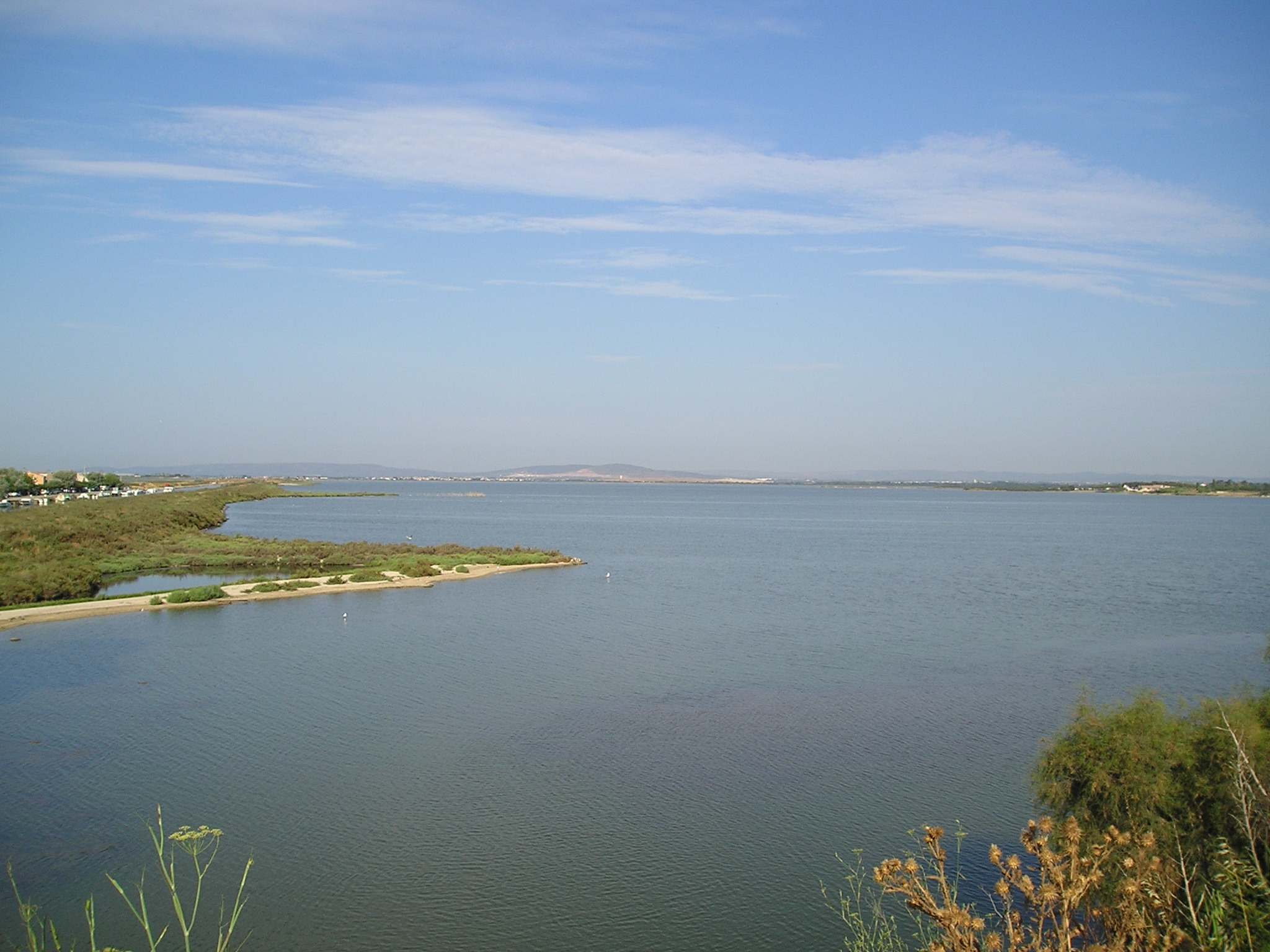
L'étang de Pérols et du Méjean s'étendent sur les trois communes du canton.
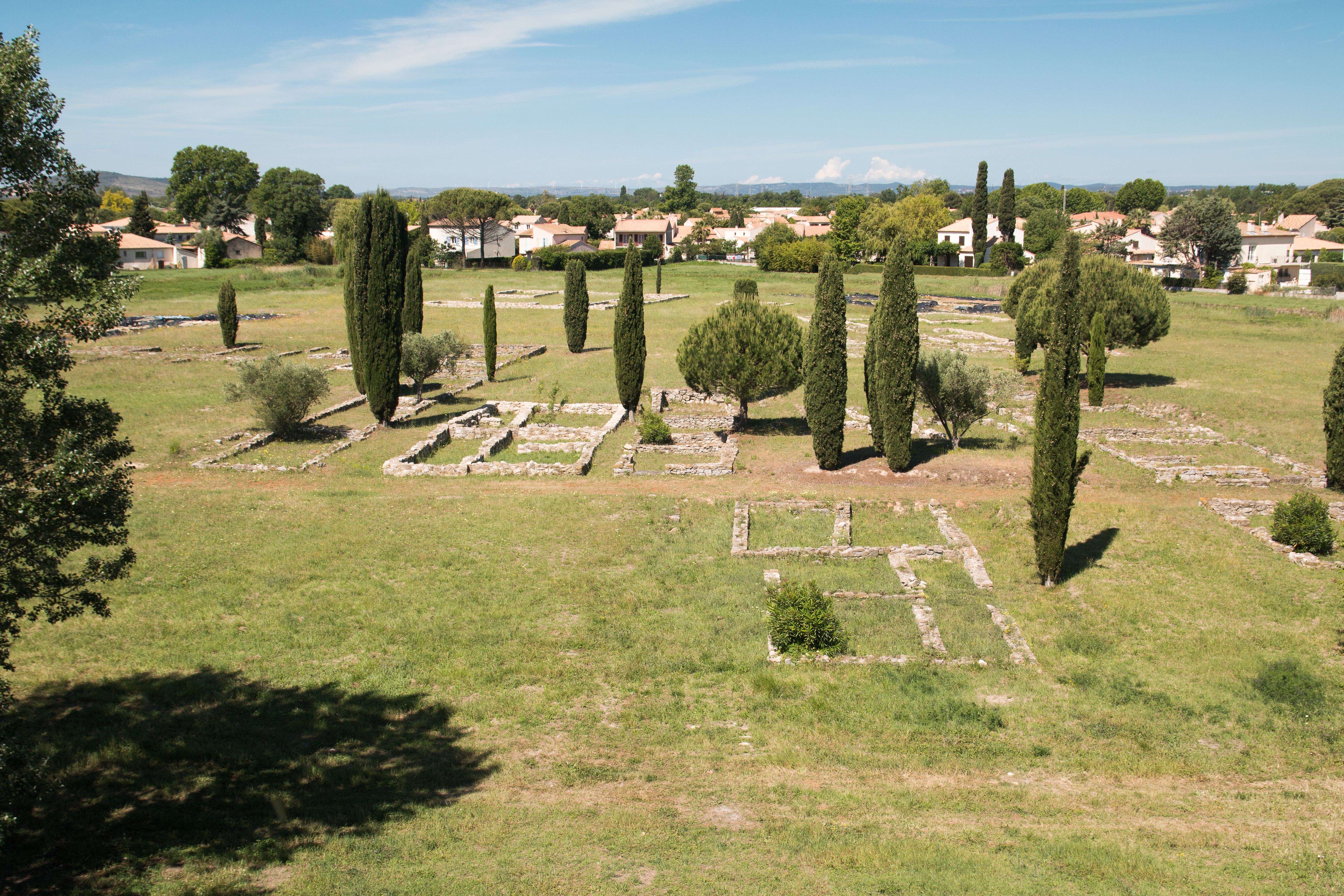
Aperçu des fouilles de surface sur le site archéologique de Lattara.
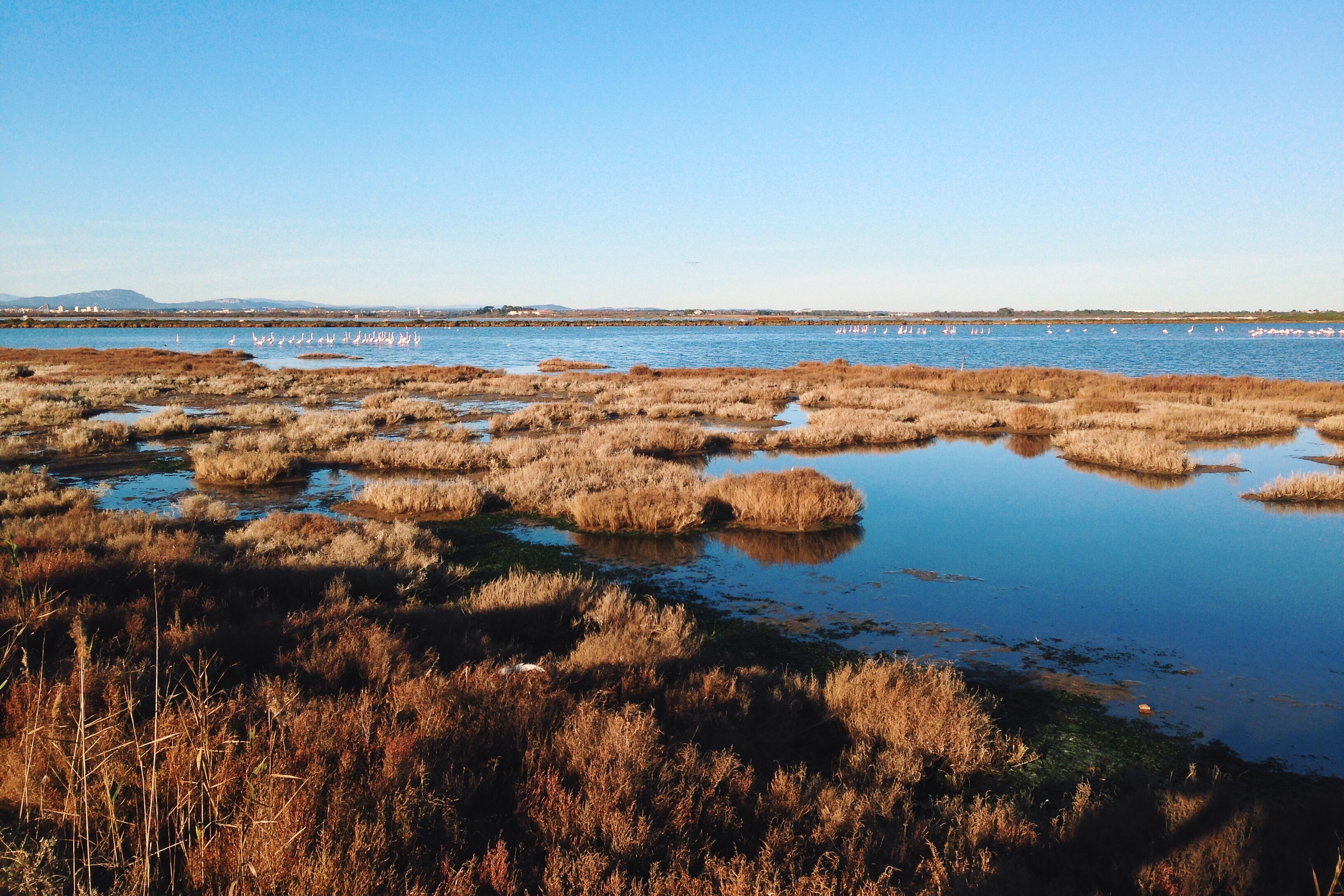
Vue de l'étang du Méjean.
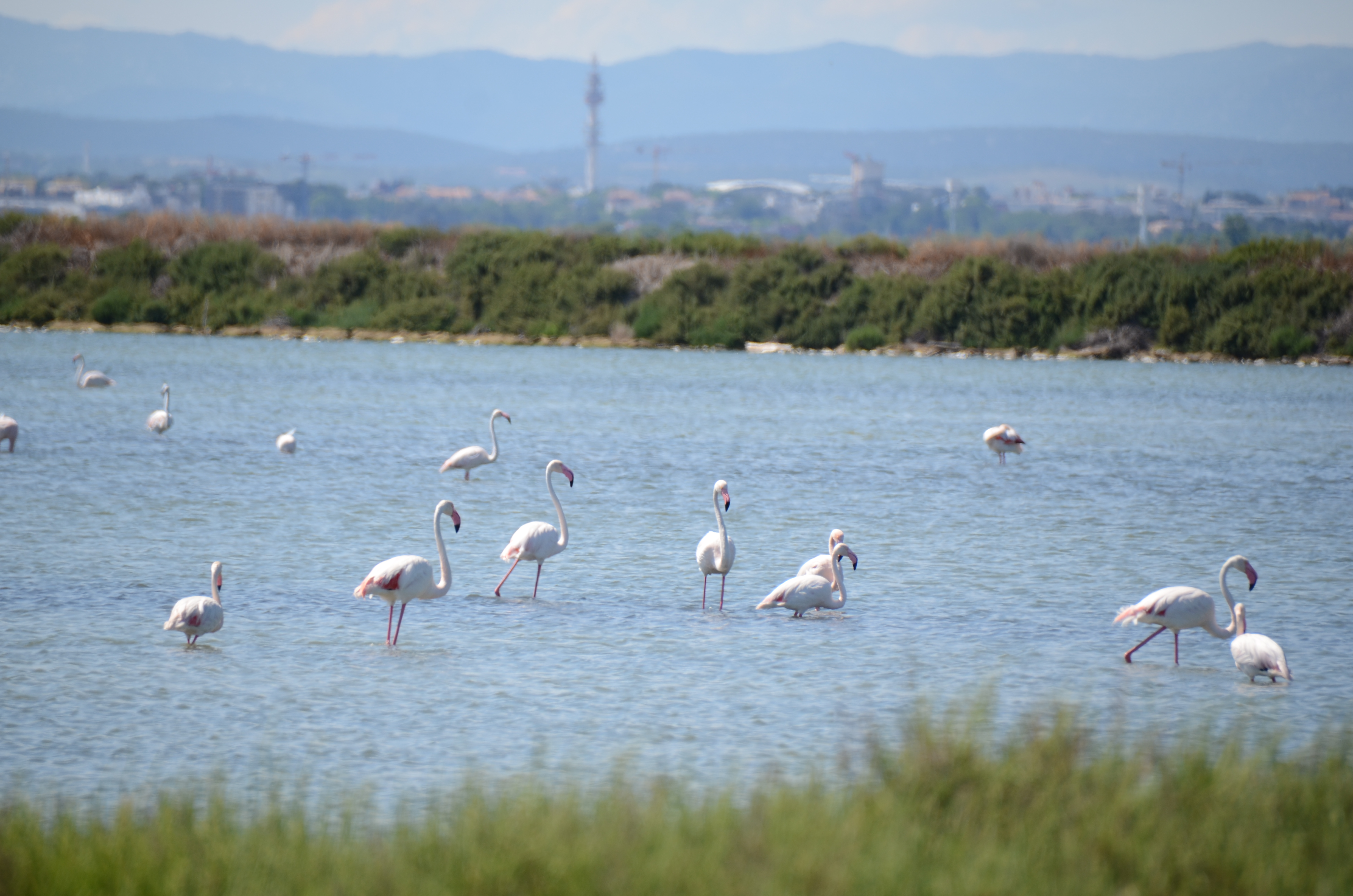
Présence de flamants roses sur l'étang du Grec à Palavas-les-Flots.
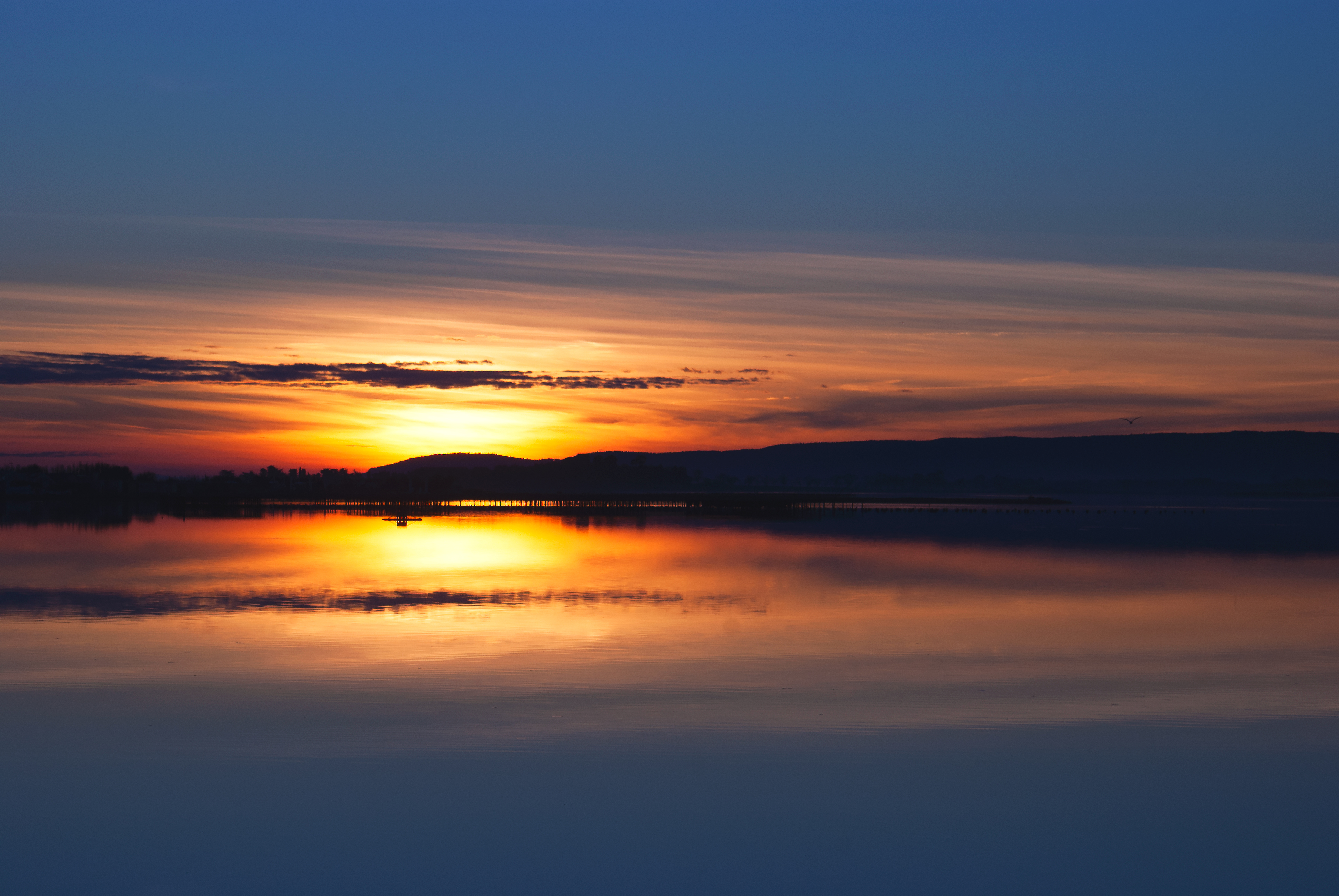
Un coucher de soleil sur les étangs depuis Palavas-les-Flots.